# オダウエダ
オダウエダは、吉本興業所属のお笑いコンビ。2014年結成。NSC大阪校36期生。第5回女芸人No.1決定戦 THE W王者。

## メンバー
小田 結希（おだ ゆうき、1995年6月26日 - ）（30歳）
主にボケ担当。
愛媛県西条市出身、ECC学園高等学校卒業。身長170 cm、体重54 kg。血液型はB型。
趣味は酒を飲むこと、釣りをしながらビールを飲むこと。特技はおならを自由自在に操ること、ソフトボール（遠投）。
バイオハザードやマーベルを彷彿とさせる黒ずくめの舞台衣装が特徴で、Amazonで購入した。最初に着た収録場所が先輩の月亭方正と石田明（NON STYLE）がMCを務める落語番組であったため、相方・植田が頭を抱えていた。
刺激を受けた芸人として野性爆弾、歩子、佐久間一行などを挙げている。
実家のある愛媛では母親がいくつか介護施設を経営しており、『笑けずり2』出演時は介護施設を継ぐため芸人を辞めるという話もあったが、母親が芸人の活動も応援してくれているため自身は活動を継続できている。

植田 紫帆（うえだ しほ、1991年7月1日 - ）（34歳）
主にツッコミ担当。
大阪府大阪市出身。身長160 cm、体重130 kg。血液型はA型。
趣味はマンガを読むこと、映画・建物鑑賞、ゲームおよびボードゲーム、ビールを呑むこと。特技は側転。
小学校から高校までカトリック系女子校の大阪信愛女学院に通い、大阪芸術大学卒業。大学時代は落語研究会へ所属していた。
ラジオが好き。『オールナイトニッポン』（ニッポン放送）や『有吉弘行のSUNDAY NIGHT DREAMER』（ジャパンエフエムネットワーク）、さらには『ズンズンポイポイのけんかラジオ』『ガクヅケハウスラジオ』のような自主ネットラジオも聴いている。
刺激を受けた芸人として金属バット、オズワルド、ニッポンの社長、虹の黄昏を挙げている。
実家は綺麗めなゴミ屋敷だが、独り暮らしの家はかなり綺麗にしており調味料を専用の容器に移し替える、シンクを磨くなど綺麗好きの一面もある。他の芸人も認めるほど本人からいい匂いがする（シャンプーは&ハニーを使っている）。

## 来歴
小田は中学1年からグレ始め、16歳の頃に小田の夜遊びが過ぎることを母親が心配し、愛知県岡崎市で廣中邦充が住職を務める駆け込み寺の「西居院」へ入っていた時期があった（二度あり、一度目は母親に「食事に行こう」と誘われて車で遠路、愛知まで連れられ16歳の8月から3ヶ月入った）。食事や洗濯に掃除と当たり前の生活を繰り返す内に、ヤンキー時代にやっていたことが楽しくなくなり、その頃の仲間とは疎遠になった。住職の助言もあり実家近くのいとこの家で居候しながら学校に復帰する運びになったが一転、引きこもり生活を送るようになった（引きこもり生活を経て自らの意思で再度西居院に入り母親との関係に向き合い、2ヶ月後には実家に戻り母親の下で暮らすようになった）。いとこの家にあった『バイオハザード』をプレイするか『めちゃ×2イケてるッ!』（フジテレビ）を観るかの日々を過ごしていた中、岡村隆史（ナインティナイン）に会いたくて芸人を目指した。
植田は大阪出身のため幼少期からお笑いが身近にあり、主にバッファロー吾郎や野性爆弾、ザ・プラン9を好んでいた。中学時代にはNSCに行きたいと思っていたがきっかけもなく、またNSCの願書をこっそり持っていたのを親に見られ反対されたこともあり、芸人の夢は半ば諦めながら「脚本の勉強がしたい」と大阪芸術大学へ進学、そこで落語研究会による新入生歓迎会のビラを貰い、落研へ入部した。ある日、過去の先輩によるDVDを観せてもらい、映っていたミルクボーイとななまがりのネタに感化されてNSCに入った。
2人ともNSC在学時に『相方探しの会』へ参加した。植田は1期上の先輩によるMCをアシスタントしており、その様子を見た他の芸人からかなり声をかけられていた。どうにか声をかけて印象に残らなければと思った小田は10冊ほどのネタ帳を持って声をかけた。植田が「こいつは天才だ」と思い熱心に話を聞くがその後ノートを開くとほとんど何も書かれていなかった。ポエムやコント「ソフトクリーム屋さんVSアイスクリーム屋さん」しか書かれておらず詐欺にあった気分だったが、やる気は感じられたため試しにとコンビ結成。
コンビ名の候補には植田考案の「めめめめ」「男男女女（なんなんにょにょ）」があったが、小田からは却下された。
2017年4月より大阪から東京へ活動拠点を移した。それ以前はなかなか東京に行かせてもらえず、「マセキ芸能社に移籍しよう」と決意を固めていた。オーディションにはマセキのライブの半券が必要だったためライブ目的のみとして、深夜バスで東京に向かった。ライブを見終えて、吉本に辞める旨を伝えようと電話をかけようとしたところに吉本から「東京に行ってください」という連絡が来たため、どこかで見られているかのようなタイミングに驚き吉本で活動を続けていく覚悟をした。
ヨシモト∞ホールを拠点に活動していた頃は吉本の外のインディーズライブなどにも出演しており、これを劇場のスタッフに伝えたところ「お前らは他のライブにいっぱい出ろ」と後押しされたことで吉本外のライブなどにも幅広く出演するようになり、他事務所の芸人との共演も多い。
先輩の三浦マイルドが率いる「マイルド軍団」に属している。
『女芸人No.1決定戦 THE W』（日本テレビ）では2018年・2019年の2年連続で準決勝進出に終わっていたが、2020年大会で初の決勝進出を果たす。しかし、Aブロック第1試合においてTEAM BANANAとの接戦の末に敗れた。
2021年、THE Wで2年連続の決勝進出。1stステージでは前回準優勝の紅しょうが（後の2023年王者）を1票に抑え最終決戦へ進出。最終決戦ではAマッソ、天才ピアニスト（後の2022年王者）を退けて優勝を成し遂げた。

## 芸風
主にコントで、手作りの小道具を用いるネタがほとんど。漫才も演じる機会があり、M-1グランプリに出場経験がある。コントの場合、通常は植田が大声で「オダウエダです! コント、『○○○』!」とタイトルコールをしてからネタに入っている。
ネタは結成当初植田がほぼ全てを書いていたが、小田に「ツッコんでほしい」と台本を渡したところツッコめないと泣き出してしまったという。これについて小田は「（故郷の）愛媛県にはツッコむ文化が無いので、どうしたらいいのか分からなくなった」といい、そこでボケ・ツッコミの役割分担を無くした。小田は自身の好きなことをやると感情が乗って来るため、現在のネタ作りはまず小田がやりたいことや思いついたことを植田に伝え、2人で話し合って最終的に植田が台本をまとめている。THE W2021の最終決戦で披露したカニのコントも、小田のカニ好きを基にして出来たものだった。

## 賞レース成績

### M-1グランプリ
| 年（回）         | 結果         | エントリー No. | 会場                         | 日時       | 備考 |
| ---------------- | ------------ | -------------- | ---------------------------- | ---------- | ---- |
| 2015年 (第11回)  | 3回戦進出    | 507            | よしもと漫才劇場             | 2015/10/27 |      |
| 2016年（第12回） | 欠席         | 1463           |                              |            |      |
| 2020年（第16回） | 2回戦進出    | 1740           | よしもと有楽町シアターホール | 2020/11/4  |      |
| 2021年（第17回） | 3回戦進出    | 1734           | よしもと有楽町シアターホール | 2021/11/2  |      |
| 2022年（第18回） | 3回戦進出    | 1774           | よしもと有楽町シアターホール | 2022/10/31 |      |
| 2023年（第19回） | 準々決勝進出 | 5903           | ルミネtheよしもと            | 2023/11/21 |      |
| 2024年（第20回） | 準々決勝進出 | 7317           | ルミネtheよしもと            | 2024/11/22 |      |

### 女芸人No.1決定戦 THE W
| 年度   | 結果       | 会場              | 備考                                                        |
| ------ | ---------- | ----------------- | ----------------------------------------------------------- |
| 2018年 | 準決勝進出 | ルミネtheよしもと |                                                             |
| 2019年 | 準決勝進出 | ルミネtheよしもと |                                                             |
| 2020年 | 決勝進出   | 日本テレビ        | 決勝キャッチフレーズ「立ち入り禁止の不条理空間」            |
| 2021年 | 優勝       | 日本テレビ        | 決勝キャッチフレーズ「ついてこられるか?怒涛の不条理コント」 |

- 2016年 笑けずりシーズン2 準優勝[15]
- キングオブコント2019 準々決勝進出
- キングオブコント2020 準々決勝進出
- キングオブコント2021 準々決勝進出
- 2021年 シモネタGP 優勝[16][17]
- THE U 2022 優勝[18]
- キングオブコント2022 準々決勝進出[19]
- 令和4年度 NHK新人お笑い大賞 決勝進出[20]
- 第44回ABCお笑いグランプリ 最終予選進出[21]

## 出演

### テレビ
- 笑けずりシーズン2（NHK BSプレミアム、2016年8月26日 - 10月14日）
- オダウエダの成り上がり同窓会（日本テレビ、2022年7月19日）[22]
- ギュッと!四国（NHK（四国ブロック）、2022年9月24日 - ）- 不定期出演
- ハレのちあした（青森朝日放送、2024年4月5日 - 2025年3月28日）- 金曜リポーター
- 天才てれびくん（NHK教育テレビ、2024年4月25日 - ）

### ラジオ
- CC.STATION（FM那覇、2022年1月5日〈4日深夜〉- 2022年10月4日〈5日深夜〉 [23] ） - 毎月第1週目パーソナリティ担当
- オダウエダのオールナイトニッポン0(ZERO)（ニッポン放送、2022年1月7日〈6日深夜〉[24]）
- オダウエダの超ラジR（文化放送、2022年9月27日-2023年3月28日[25]）
- オダウエダの世はVibes（Artistspoken、2024年4月8日 - ）[26]
- がっちゃんこ（朝日放送ラジオ、2025年3月31日 - ） - 月曜日パーソナリティ

## 単独ライブ
| 日時                        | タイトル               | 会場                   | 備考 |
| --------------------------- | ---------------------- | ---------------------- | --- |
| 2021年4月27日（当初予定日） | ふにふにするは我にあり | 神保町よしもと漫才劇場 | 2021年4月27日に開催予定だったが、新型コロナウイルス感染症拡大に伴う緊急事態宣言の発令により、中止となった。 |
| 2022年7月2日                | ALC.不可説不可説転     | ルミネtheよしもと      | |
| 2024年5月5日                | 惑星オダウエダ         | ルミネtheよしもと      | |
| 2025年5月3日                | Holy day               | ルミネtheよしもと      | |